# Boksning under sommer-OL 1968
Boksning under Sommer-OL 1968 i Mexico City blev afviklet fra den 13. til den 26. oktober 1968 på Arena Mexico. 
Med 315 boksere fra 65 nationer overgik bokseturneringen alle tidligere OL-rekorder. Der var en udvidelse af vægtklasserne, idet der for første gang blev konkurreret i let-fluevægt, og der var således 11 vægtklasser på programmet. 
Bedste nationer blev Sovjetunionen (3 guld, 2 sølv og 1 bronze), USA (2 guld, 1 sølv og 4 bronze) og Mexico (2 guld og 2 bronze). Værtsnationen Mexico havde stor succes i bokseturneringen, da 4 ud af Mexicos 9 medaljer ved OL 1968 blev vundet i bokseturneringen. 
Cuba vandt for første gang medaljer ved den olympiske bokseturnering, da Cuba opnåede to sølvmedaljer. 
De to tysklande (Vesttyskland og DDR), der i 1964 havde stillet med et fælles hold i Tokyo stillede nu med hvert sit hold. 
Val Barker trofæet blev givet til fjervægteren Philip Waruinge fra Kenya. Det var første gang siden OL i 1936 og blot anden gang i Val Barker trofæets historie, at trofæet ikke blev givet til en guldmedaljevinder. Waruinge opnåede alene bronze i turneringen, da han tabte sin semifinale med dommerstemmerne 3-2 til mexikaneren Antonio Roldán. Sværvægtsklassen blev vundet af den senere professionelle verdensmester i sværvægt George Foreman. 

## Danske deltagere
Fra Danmark deltog alene 2 boksere, der dog ikke opnåede medaljer.
- Jørgen Hansen (weltervægt) sad over i turneringens første runde, men blev i sin første kamp stoppet på rsc af rumæneren Victor Zilberman i kampens 3. omgang.
- Christian Larsen (letmellemvægt) vandt sin første kamp i turneringens første runde mod franskmanden Albert Menduni med dommerstemmerne 5-0. Christian Larsen tabte næste kamp mod David Jackson med dommerstemmerne 3-2. To af dommerne scorede kampen lige (59-59), men begge disse dommere gav sejren til Jackson.

## Medaljer
| Boksing OL 1968 Mexico | Boksing OL 1968 Mexico | Boksing OL 1968 Mexico | Boksing OL 1968 Mexico | Boksing OL 1968 Mexico | Boksing OL 1968 Mexico |
| ---------------------- | ---------------------- | ---------------------- | ---------------------- | ---------------------- | ---------------------- |
| Nr.                    | Land                   | Guld                   | Sølv                   | Bronze                 | Totalt                 |
| 1.                     | Sovjetunionen          | 3                      | 2                      | 1                      | 6                      |
| 2.                     | USA                    | 2                      | 1                      | 4                      | 7                      |
| 3.                     | Mexico                 | 2                      | 0                      | 2                      | 4                      |
| 4.                     | Polen                  | 1                      | 2                      | 2                      | 5                      |
| 5.                     | DDR                    | 1                      | 0                      | 0                      | 1                      |
| 5.                     | Storbritannien         | 1                      | 0                      | 0                      | 1                      |
| 5.                     | Venezuela              | 1                      | 0                      | 0                      | 1                      |
| 8.                     | Cuba                   | 0                      | 2                      | 0                      | 2                      |
| 9.                     | Sydkorea               | 0                      | 1                      | 1                      | 2                      |
| 9.                     | Rumænien               | 0                      | 1                      | 1                      | 2                      |
| 9.                     | Uganda                 | 0                      | 1                      | 1                      | 2                      |
| 12.                    | Cameroun               | 0                      | 1                      | 0                      | 1                      |
| 13.                    | Bulgarien              | 0                      | 0                      | 2                      | 2                      |
| 14.                    | Argentina              | 0                      | 0                      | 1                      | 1                      |
| 14.                    | Brasilien              | 0                      | 0                      | 1                      | 1                      |
| 14.                    | Finland                | 0                      | 0                      | 1                      | 1                      |
| 14.                    | Italien                | 0                      | 0                      | 1                      | 1                      |
| 14.                    | Japan                  | 0                      | 0                      | 1                      | 1                      |
| 14.                    | Jugoslavien            | 0                      | 0                      | 1                      | 1                      |
| 14.                    | Kenya                  | 0                      | 0                      | 1                      | 1                      |
| 14.                    | Vesttyskland           | 0                      | 0                      | 1                      | 1                      |
| Totalt                 | Totalt                 | 11                     | 11                     | 22                     | 44                     |

## Let-fluevægt(48 kg)
| Medalje | Land | Udøver              |
| ------- | ---- | ------------------- |
| Guld    | VEN  | Francisco Rodríguez |
| Sølv    | KOR  | Chi Jong-Ju         |
| Bronze  | POL  | Hubert Skrzypczak   |
| Bronze  | USA  | Harlan Marbley      |

### Første runde
- Tahar Aziz (MAR) def. David Nata (ZAM), 4:1
- Hubert Skrzypczak (POL) def. Mohamed Sohem (EGY), 5:0
- Joseph Donovan (AUS) def. György Gedó (HUN), TKO-2
- Robert Urretavizcaya (ARG) def. Ignacio Espinal (DOM), walk-over
- Alberto Morales (MEX) def. Franco Udella (ITA), 5:0
- Bernd Engelmeier (GDR) def. Mando Vicera (PHI), 3:2
- Viktor Zaporozhets (URS) def. Yunji Watanabe (JPN), 5:0
- Jee Yong-Ju (KOR) def. Douglas Ogada (UGA), TKO-2

### Anden runde
- Gabriel Ogun (NGA) def. Stefan Alexandrov (BUL), 4:1
- Harlan Marbley (USA) def. Fuat Temel (TUR), 5:0
- Khata Karunatarne (CEY) def. They Lay (BUR), 5:0
- Francisco Rodríguez (VEN) def. Rafael Carbonell (CUB), 5:0
- Hubert Skrzypczak (POL) def. Tahar Aziz (MAR), 4:1
- Joseph Donovan (AUS) def. Robert Urretavizcaya (ARG), 5:0
- Alberto Morales (MEX) def. Bernd Engelmeier (GDR), TKO-1
- Jee Yong-Ju (KOR) def. Viktor Zaporozhets (URS), 3:2

### Kvartfinaler
- Harlan Marbley (USA) def. Gabriel Ogun (NGA), 5:0
- Francisco Rodríguez (VEN) def. Khata Karunatarne (CEY), TKO-2
- Hubert Skrzypczak (POL) def. Joseph Donovan (AUS), 3:2
- Jee Yong-Ju (KOR) def. Alberto Morales (MEX), 3:2

### Semifinaler
- Francisco Rodríguez (VEN) def. Harlan Marbley (USA), 4:1
- Jee Yong-Ju (KOR) def. Hubert Skrzypczak (POL), 4:1

### Finale
- Francisco Rodríguez (VEN) def. Jee Yong-Ju (KOR), 3:2

## Fluevægt(51 kg)
| Medalje | Land | Udøver               |
| ------- | ---- | -------------------- |
| Guld    | MEX  | Ricardo Delgado      |
| Sølv    | POL  | Artur Olech          |
| Bronze  | BRA  | Servilio de Oliveira |
| Bronze  | UGA  | Leo Rwabwogo         |

Arthur Olech opnåede sin anden sølvmedalje ved OL. Han vandt også sølv i fluevægt ved OL i Tokyo.

### Kvartfinaler
- Servílio de Oliveira (BRA) def. Joseph Destimo (GHA), 5:0
- Ricardo Delgado (MEX) def. Tetsuaki Nakamura (JPN), 5:0
- Artur Olech (POL) def. Nikolay Novikov (URS), TKO-2
- Leo Rwabwogo (UGA) def. Tibor Badari (HUN), 3:2

### Semifinaler
- Ricardo Delgado (MEX) def. Servílio de Oliveira (BRA), 5:0
- Artur Olech (POL) def. Leo Rwabwogo (UGA), 3:2

### Finale
- Ricardo Delgado (MEX) def. Artur Olech (POL), 5:0

## Bantamvægt(54 kg)
| Medalje | Land | Udøver           |
| ------- | ---- | ---------------- |
| Guld    | USSR | Valerian Sokolov |
| Sølv    | UGA  | Eridadi Mukwanga |
| Bronze  | JPN  | Eiji Morioka     |
| Bronze  | KOR  | Chang Kiu-Chul   |

### Kvartfinaler
- Valerian Sokolov (URS) def. Samuel Mbugua (KEN), 5:0
- Eiji Morioka (JPN) def. Michael Dowling (IRL), 4:1
- Eridadi Mukwanga (UGA) def. Roberto Cervantes (MEX), 5:0
- Chang Kyou-Chul (KOR) def. Horst Rascher (FRG), 5:0

### Semifinaler
- Valerian Sokolov (URS) def. Eiji Morioka (JPN), 5:0
- Eridadi Mukwanga (UGA) def. Chang Kyou-Chul (KOR), 4:1

### Finale
- Valerian Sokolov (URS) def. Eridadi Mukwanga (UGA), TKO-2

## Fjervægt(57 kg)
| Medalje | Land | Udøver          |
| ------- | ---- | --------------- |
| Guld    | MEX  | Antonio Roldan  |
| Sølv    | USA  | Albert Robinson |
| Bronze  | KEN  | Philip Waruinge |
| Bronze  | BUL  | Ivan Michailov  |

### Kvartfinaler
- Philip Waruinge (KEN) def. Miguel García (ARG), 4:1
- Antonio Roldán (MEX) def. Valeri Plotnikov (URS), 4:1
- Alberto Robinson (USA) def. Abdelhadi Khallafallah (EGY), 5:0
- Ivan Mihailov (BUL) def. Seyfi Tatar (TUR), 5:0

### Semifinaler
- Antonio Roldán (MEX) def. Philip Waruinge (KEN), 3:2
- Alberto Robinson (USA) def. Ivan Mihailov (BUL), 4:1

### Finale
- Antonio Roldán (MEX) def. Alberto Robinson (USA), DSQ-2

## Letvægt(60 kg)
| Medalje | Land | Udøver          |
| ------- | ---- | --------------- |
| Guld    | USA  | Ronnie Harris   |
| Sølv    | POL  | Józef Grudzien  |
| Bronze  | RUM  | Calistrat Cutov |
| Bronze  | JUG  | Zvonimir Vujin  |

OL-guld i letvægt blev vundet af amerikaneren Ronnie Harris, der ikke havde tabt en kamp siden den 8. maj 1967. På vej mod finalen besejrede han bl.a. englænderen John H. Stacey, der siden blev verdensmester i weltervægt (WBC). Harris fortsatte sin sejrstime som amatør indtil 1971, hvor han blev professionel og forblev ubesjret indtil 1978, hvor han tabte en titelkamp om det professionelle verdensmesterskab mod den argentinske verdensmester Hugo Corro. 

### Kvartfinaler
- Calistrat Cuţov (ROU) def. Stoyan Pilichev (BUL), 4:1
- Ronnie Harris (USA) def. Mohamed Muruli (UGA), 5:0
- Zvonimir Vujin (YUG) def. Luis Minami (PER), 5:0
- Józef Grudzień (POL) def. Enzo Petriglia (ITA), 5:0

### Semifinaler
- Ronnie Harris (USA) def. Calistrat Cuţov (ROU), 5:0
- Józef Grudzień (POL) def. Zvonimir Vujin (YUG), 5:0

### Finale
- Ronnie Harris (USA) def. Józef Grudzień (POL), 5:0

## Letweltervægt(63,5 kg)
| Medalje | Land | Udøver             |
| ------- | ---- | ------------------ |
| Guld    | POL  | Jerzy Kulej        |
| Sølv    | CUB  | Enrique Regüeifros |
| Bronze  | FIN  | Arto Nilsson       |
| Bronze  | USA  | James Wallingtona  |

Den olympiske mester fra OL i Tokyo, polaken Jerzy Kulej, stillede igen op i letweltervægt. Kulej vandt igen finalen i 1968, og blev derved dobbelt olympisk mester. I finalen mødte Kulej cubaneren Enrique Requeiferos, der blev den første cubaner nogensinde, der vandt en olympisk medalje i bokseturneringen. 

### Kvartfinaler
- Jerzy Kulej (POL) def. Peter Tiepold (GDR), 3:2
- Arto Nilsson (FIN) def. Petar Stoychev (BUL), TKO-2
- James Wallington (USA) def. Kim Sa-Young (KOR), 5:0
- Enrique Requeiferos (CUB) def. Yevgeni Frolov (URS), 3:2

### Semifinaler
- Jerzy Kulej (POL) def. Arto Nilsson (FIN), 5:0
- Enrique Requeiferos (CUB) def. James Wallington (USA), 4:1

### Final
- Jerzy Kulej (POL) def. Enrique Requeiferos (CUB), 3:2

## Weltervægt(67 kg)
| Medalje | Land | Udøver             |
| ------- | ---- | ------------------ |
| Guld    | DDR  | Manfred Wolke      |
| Sølv    | CAM  | Joseph Bessala     |
| Bronze  | USSR | Wladimir Musalimow |
| Bronze  | ARG  | Mario Guilloti     |

Weltervægt havde dansk deltagelse med Jørgen Hansen, der dog tabte sin første kamp på rsc mod rumæneren Victor Zilberman. I klassen deltog også den kommende professionelle europamester i weltervægt, Marco Scano, som Jørgen Hansen 9 år senere vandt europamesterskabet fra. Scano tabte også sin første kamp i OL-turneringen. 
Den mexikanskfødte Armando Muniz stillede op for USA, men tabte i kvartfinalen til argentineren Guilotti. Muniz blev siden professionel og fik flere kampe om VM-titlen i weltervægt, men tabte hver gang. Muniz er i dag (2012) direktør for International Boxing Hall of Fame.

### Kvartfinale
- Manfred Wolke (DDR) def. Celal Sandal (TUR), 4:1
- Vladimir Musalimov (URS) def. Alfonso Ramírez (MEX), 5:0
- Mario Guilloti (ARG) def. Armando Muniz (USA), 4:1
- Joseph Bessala (CMR) def. Victor Zilberman (ROU), TKO-3

### Semifinaler
- Manfred Wolke (DDR) def. Vladimir Musalimov (URS), 3:2
- Joseph Bessala (CMR) def. Mario Guilloti (ARG), 5:0

### Finale
- Manfred Wolke (DDR) def. Joseph Bessala (CMR), 4:1

## Letmellemvægt(71 kg)
| Medalje | Land | Udøver           |
| ------- | ---- | ---------------- |
| Guld    | USSR | Boris Lagutin    |
| Sølv    | CUB  | Rolando Garbey   |
| Bronze  | BRD  | Günther Meier    |
| Bronze  | USA  | John Lee Baldwin |

Boris Lagutin havde vundet bronze ved OL i 1960 og guld ved OL i 1964 og vandt i 1968 sin tredje olympiske medalje, da han atter vandt guld i letmellemvægt. Amerikaneren Johnny Baldwin vandt bronze. Baldwin blev siden professionel, hvor han blandt andet tabte til Marvin Hagler og Ayub Kalule.

### Kvartfinaler
- John Lee Baldwin (USA) def. Eustacio Benítez (URU), 5:0
- Rolando Garbey (CUB) def. Eric Blake (BRD), KO-1
- Boris Lagutin (URS) def. Janos Covaci (ROU), TKO-3
- Günther Meier (FRG) def. David Jackson (UGA), 5:0

### Semifinals
- Rolando Garbey (CUB) def. John Lee Baldwin (USA), 4:1
- Boris Lagutin (URS) def. Günther Meier (FRG), 4:1

### Final
- Boris Lagutin (URS) def. Rolando Garbey (CUB), 5:0

## Mellemvægt(75 kg)
| Medalje | Land | Udøver           |
| ------- | ---- | ---------------- |
| Guld    | GBR  | Chris Finnegan   |
| Sølv    | USSR | Alexej Kisseljow |
| Bronze  | MEX  | Agustin Zaragoza |
| Bronze  | USA  | Alfred Jones     |

Englænderen Chris Finnegan havde ikke vundet de britiske mesterskaber i 1968, og var følgelig sat af det engelske OL-hold. Det lykkedes dog Finnegans træner at overtale det britiske bokseforbund ABA til at arrangere en udtagelseskamp om OL-biletten. Det lykkedes Finnegan at vinde udtagelseskampen og derved sikre sig en plads på det britiske OL-hold. Finnegan besejrede på vej mod finalen jugoslaven Mate Parlov, der siden blev professionel verdensmester (WBC) i letsværvægt. Finnegan vandt OL-finalen over Kisseljow fra USSR, der fire år tidligere i Tokyo havde vundet OL-sølv i letsværvægt. Efter OL blev Finnegan professionel, hvor han bl.a. tabte til Tom Bogs i en EM-kamp. Finnegan vandt dog senere EM samt de britiske og Imperiale mesterskaber, ligesom han boksede om VM. 

### Første runde
- Raúl Marrero (CUB) def. Saulo Hernández (PUR), DSQ-2
- Chris Finnegan (GBR) def. Titus Simba (TNZ), 5:0
- Simon Georgiev (BUL) def. Mario Casati (ITA), 4:1
- Al Jones (USA) def. Marcelo Quinones (PER), 5:0
- Mate Parlov (YUG) def. Lahcen Ahidous (MAR), 5:0
- Aleksei Kiselyov (URS) def. Antoine Abaing (CMR), 5:0
- Jan van Ispelen (HOL) def. Miguel Villugron (CHL), TKO-2

### Anden runde
- Agustín Zaragoza (MEX) def. Dinsdale Wright (JAM), 5:0
- Jan Hejduk (CZE) def. Norberto Freitas (URU), TKO-1
- Wiesław Rudkowski (POL) def. Charles Amos (GUY), KO-2
- Aleksei Kiselyov (URS) def. Matthias Ouma (UGA), 4:1
- Chris Finnegan (GBR) def. Ewald Wichert (FRG), 3:2
- Mate Parlov (YUG) def. Jan van Ispelen (HOL), 4:1
- Al Jones (USA) def. Raúl Marrero (CUB), 5:0

### Kvartfinaler
- Agustín Zaragoza (MEX) def. Jan Hejduk (CZE), 4:1
- Aleksei Kiselyov (URS) def. Wiesław Rudkowski (POL), 5:0
- Chris Finnegan (GBR) def. Mate Parlov (YUG), 5:0
- Al Jones (USA) def. Simon Georgiev (BUL), 4:1

### Semifinaler
- Aleksei Kiselyov (URS) def. Agustín Zaragoza (MEX), TKO-1
- Chris Finnegan (GBR) def. Al Jones (USA), 4:1

### Final
- Chris Finnegan (GBR) def. Aleksei Kiselyov (URS), 3:2

## Letsværvægt(81 kg)
| Medalje | Land | Udøver           |
| ------- | ---- | ---------------- |
| Guld    | USSR | Danas Pozniakas  |
| Sølv    | RUM  | Ion Monea        |
| Bronze  | BUL  | Georgi Stankov   |
| Bronze  | POL  | Stanislaw Dragan |

### Kvartfinaler
- Georgi Stankov (BUL) def. Bernard Malhebre (FRA), 5:0
- Daniel Poznyak (URS) def. Jürgen Schlegel (GDR), 5:0
- Ion Monea (ROU) def. Fatai Ayinla (NGA), 3:2
- Stanislaw Dragan (POL) def. Walter Facchinetti (ITA), 4:1

### Semifinaler
- Daniel Poznyak (URS) def. Georgi Stankov (BUL), 5:0
- Ion Monea (ROU) def. Stanislaw Dragan (POL), 4:1

### Finale
- Daniel Poznyak (URS) def. Ion Monea (ROU), walk-over

## Sværvægt(+81 kg)
| Medalje | Land | Udøver          |
| ------- | ---- | --------------- |
| Guld    | USA  | George Foreman  |
| Sølv    | USSR | Ionas Chepulis  |
| Bronze  | ITL  | Giorgio Bambini |
| Bronze  | Mex  | Joaquin Rocha   |

### Første runde
- George Foreman (USA) def. Lucjan Trela (POL), 4:1
- Ion Alexe (ROU) def. John Coker (SLE), 5:0
- Kiril Pandov (BUL) def. Milos Petar (YUG), 3:2
- Giorgio Bambini (ITA) def. Dieter Renz (FRG), 5:0
- Rudi Lubbers (HOL) def. Talaat el-Dahsaan (EGY), DSQ-2
- Joaquín Rocha (MEX) def. Adonis Ray (GHA), 4:1
- Bernd Anders (DDR) def. Nancio Carrillo (CUB), TKO-1
- Ionas Chepulis (URS) def. William Wells (GBR), TKO-3

### Kvartfinaler
- George Foreman (USA) def. Ion Alexe (ROU), TKO-3
- Giorgio Bambini (ITA) def. Kiril Pandov (BUL), 5:0
- Joaquín Rocha (MEX) def. Rudie Lubbers (HOL), 3:2
- Ionas Chepulis (URS) def. Bernd Anders (DDR), KO-3
- Efren Ortega III (USA) Draw. Matthew Alvarado (MEX)

### Semifinaler
- George Foreman (USA) def. Giorgio Bambini (ITA), KO-2
- Ionas Chepulis (URS) def. Joaquín Rocha (MEX), TKO-2

### Finale
- George Foreman (USA) def. Ionas Chepulis (URS), TKO-2